# Gartner
Gartner — американская исследовательская и консалтинговая компания, специализирующаяся на рынках информационных технологий. Наиболее известна введением в употребление понятия ERP и регулярными исследовательскими отчётами в форматах «магический квадрант» и «цикл хайпа».
Исследованиям Gartner регулярно посвящаются статьи в таких изданиях, как Financial Times, The Wall Street Journal, The New York Times, Der Spiegel, The Register, ZDNet. Наряду с IDC и Forrester считается ключевым исследователем рынков ИТ.

## История
Компания основана как частная в 1979 году Гидеоном Гартнером (англ. Gideon Gartner), основной деятельностью компании сразу же стало проведение заказных и тиражных исследований рынков информационных технологий. В 1980-е годы компания стала публичной, была поглощена крупным британским рекламным агентством Saatchi & Saatchi, а в начале 1990-х годов была выкуплена менеджментом при финансовой поддержке Bain Capital и Dun & Bradstreet.
Начиная с первой половины 1990-х годов, Gartner поглотила более 30 компаний, в основном — действующих конкурентов на рынке исследований, причём как работавших в отдельных регионах, так и глобальных. Среди крупнейших поглощений:
- New Science Associates (1993) — тиражный исследователь рынков ИТ с распространением по подписке;
- Real Decisions (1993) — специализировалась на оценке технологий для корпораций, стала ядром консалтингового подразделения Gartner;
- Dataquest (1995) — исследователь рынков ИТ, ориентированный на глобальные данные, статистику и прогнозирование;
- Le Gendre (1997) — французский организатор конференций и издатель журналов по информационным технологиям;
- Interpose (1998) — компания, известная методиками расчёта совокупной стоимости владения информационными технологиями;
- Warner Group (1999) — управленческий консультант, ориентированный на госсектор;
- Enterprise Summit (2001) — организатор саммитов и деловых конференций для ИТ-руководителей;
- META Group (2005) — крупный аналитик ИТ-рынков[13];
- AMR Research[англ.] (2009) — аналитик рынков корпоративных информационных технологий, специализирующийся в основном на ERP-, SCM- и PLM-системах (сумма сделки составила $64 млн)[11][13];
- Burton Group[англ.] (2009) — глобальный аналитик ИТ-рынков, специализирующийся на практическом опыте внедрений[13];
- IDEAS International (2012) — аналитическая ИТ-компания, специализировавшаяся на технологических оценках и сравнениях конкурентных серверных технологий и технологий хранения данных[13];
- Software Advice (2014) — компания, предоставляющая исследования и отзывы пользователей на программные продукты в таких отраслях как автоматизация маркетинга и Business Intelligence для малого и среднего бизнеса[13];
- Nubera (2015) — владелец нескольких сервисов для поиска, сравнения, выбора подходящих бизнес-приложений: GetApp, AppAppeal, AppStorm, и др.[13];
- Capterra (2015) — владелец интернет-сервиса с инструментами для поиска, подбора и сравнения программного обеспечения, аналитическими статьями и обзорами по известным поставщикам приложений для бизнеса[13];
- SCM World (2016) — частная компания, организующая конференции и рассылки для специалистов по управлению цепочками поставок;
- CEB[англ.] (2017) — управленческо-консалтинговая компания, концентрировавшаяся на сборе «лучших практик» в различных отраслях и направлениях бизнеса, сумма сделки составила $2,6 млрд[14].

До 2001 года компания носила наименование Gartner Group, впоследствии название сокращено, используется Gartner, Inc. или просто Gartner.
В начале 2000-х годов компанией руководил Майкл Флейшер (Michael D. Fleisher), в 2004 году Флейшер ушёл руководить Warner Music Group, а Gartner возглавил Юджин Холл (Eugene Hall, также упоминается как Gene Hall).

## Деятельность
На начало 2011 года капитализация компании составила $3,2 млрд. Согласно отчёту за 2009 год, в структуре выручки компании выделяются исследования ($753 млн), консультационные услуги ($287 млн) и организация саммитов, конференций ($100 млн). Таким образом, основной доход компания получает за счёт регулярных исследований рынков, распространяемых по подписке. По утверждению самой компании, 30 ведущих изданий цитируют исследования Gartner около 70 раз в неделю.
Консультационные услуги Gartner предоставляет конечным заказчикам — организациям и предприятиям, внедряющим информационные технологии (прежде всего, руководителям их информационных служб), а также инвесторам на рынке информационных технологий и поставщикам. Основные направления консультационных услуг: оптимизация бюджета на информационные технологии, выбор поставщиков информационных технологий и налаживание взаимоотношений с ними, стратегическая архитектура информационных технологий в организации, прогнозирование развития технологий.
На ежегодной основе Gartner организует около 50 конференций, специализированных по региону или какой-либо прикладной тематике. Также на регулярной основе организуются симпозиумы, выставки, тематические саммиты. Постоянные партнёры по организации событий: Hewlett Packard, CA Technologies, IBM, Microsoft, Oracle, SAP, British Telecom, Autonomy.

## ERP
Термин ERP (англ. enterprise resource planning — планирование ресурсов предприятия) был введён аналитиком Gartner Ли Уайли (англ. Lee Wylie) в 1990 году, как видение развития концепций MRP II и CIM. Уайли прогнозировал появление тиражируемых бизнес-приложений, обеспечивающих непрерывно сбалансированное управление всеми ресурсами предприятия. Термин стал настолько общепризнанным, что некоторые поставщики включили аббревиатуру ERP в наименования своих продуктов, например: SAP ERP, OpenERP, ERP5.

## Магический квадрант
Для оценки поставщиков какого-либо сегмента рынка информационных технологий Gartner использует две линейные прогрессивные экспертные шкалы — «полнота видения» (англ. completeness of vision) и «способность реализации» (ability to execute). Каждый поставщик, попавший в рамки рассмотрения для исследуемого сегмента рынка по определённым правилам включения, оценивается по этим двум критериям: «полнота видения» откладывается на оси абсцисс, «способность реализации» — на оси ординат. Каждый поставщик, таким образом, оказывается в одном из четырёх квадрантов плоскости, называемых:
- «лидеры» (leaders) — поставщики с положительными оценками как по «полноте видения», так и по «способности реализации»,
- «претенденты» (сhallengers) — поставщики с положительными оценками только по «способности реализации»,
- «провидцы» (visionaries) — поставщики с положительными оценками только по «полноте видения»,
- «нишевые игроки» (niche players) — поставщики с отрицательными оценками по обоим критериям.

Gartner называет «магическим квадрантом» (по аллюзии на магический квадрат) отчёт с анализом какого-либо сегмента рынка, в который включает изображение с распределением поставщиков по указанным четвертям; ежегодно компания выпускает несколько десятков магических квадрантов на регулярной основе. Поставщики иногда отмечают даже сам факт попадания в какой-либо магический квадрант отдельным пресс-релизом как признание рыночных достижений, даже если компания упомянута лишь в квадранте «нишевых игроков».

## Цикл хайпа

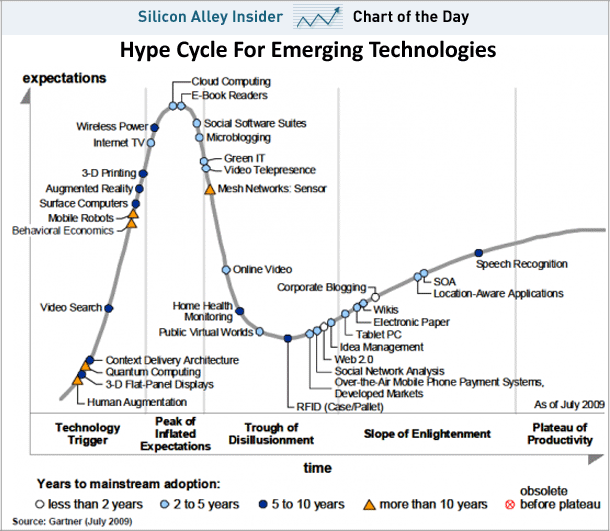
Цикл хайпа новых технологий по состоянию на июль 2009 года

В 1995 году Gartner ввела в употребление понятие «цикл хайпа» (англ. Hype cycle, также упоминается на русском языке как цикл ажиотажа, цикл шумихи, цикл зрелости, цикл общественного интереса, цикл ожиданий, цикл признания), с этого момента широко используемое как самой компанией, так и другими комментаторами рынка для прогнозирования и объяснения тех или иных тенденций, связанных с появлением какой-либо новой технологии. Концепция такова: каждая технологическая инновация в процессе достижения зрелости проходит несколько этапов, каждый из которых характеризуется различной степенью интереса со стороны общества и специалистов:
- технологический триггер (англ. technology trigger) — появление инновации, первые публикации о новой технологии;
- пик чрезмерных ожиданий (Peak of Inflated Expectation) — от новой технологии ожидают революционных свойств, технология, благодаря новизне, становится популярной и предметом широкого обсуждения в сообществе;
- избавление от иллюзий (Trough of Disillusionment) — выявляются недостатки технологии, а утеря новизны не способствует восторженным публикациям, в сообществе отмечается разочарование новой технологией;
- преодоление недостатков (Slope of Enlightenment) — устраняются основные недостатки, интерес к технологии медленно возвращается, технология начинает внедряться в коммерческих проектах;
- плато продуктивности (Plateau of Productivity) — наступление зрелости технологии, сообщество воспринимает технологию как данность, осознавая её достоинства и ограничения.

Подчёркивается, что не все технологии могут достичь этапов пика ожиданий и преодоления недостатков, преждевременно завершая свой цикл без перспектив к продуктивному использованию.
На графиках, составляемых на конкретную дату и для конкретного сегмента рынка, аналитики Gartner отмечают каждую из новых технологий на определённую точку, соответствующую этапу развития, а при помощи различных символов точки показывают прогноз по времени становления технологии как зрелой, входящей в мейнстрим.

## Критика
Кроме авторитетных и широко цитируемых ведущими изданиями аналитических материалов, Gartner отмечен также некоторыми сомнительными прогнозами, получившими критику других аналитиков рынка, в частности:
- согласно одному из прогнозов аналитика Gartner, к 1993 году ожидался вывод из эксплуатации последнего мейнфрейма[20] (по состоянию на 2013 год мейнфреймы не только эксплуатируются, но и производятся новые машины, притом их продажи растут[21]);
- в 2006 году Gartner счёл, что наиболее эффективной стратегией для Apple будет прекращение выпуска аппаратного обеспечения[22].

В 2009 году ZL Technologies, частный поставщик программных решений для корпоративной электронной почты, инициировал против Gartner судебный процесс по поводу легитимности магических квадрантов (в которые не попала ZL Technologies), отмечая их субъективность, способствование недобросовестной конкуренции и отрицательным экономическим последствиям для поставщиков, так или иначе негативно оценённых в квадрантах. Однако, Gartner выиграл судебный процесс, хотя комментаторы отмечают, что сам факт такого разбирательства и использованная аргументация может отрицательно сказаться на репутации исследований Gartner.